# Стенографија
Стенографија (од грч. στενός — уско/затворено и грч. γραφή — писање) скраћено је писање које повећава брзину и једноставност писања у поређењу са уобичајеним начином писања језика, што може укључивати једноставне скраћенице, али и посебне симболе.

## Алтернативни називи
Алтернативни називи су брахиграфија (грч. βραχύς — кратко) и тахиграфија (грч. ταχύς — брзо), у зависности од тога да ли је циљ скраћивање или убрзавање писања. Посрбљени називи би били ускопис, краткопис и брзопис, а стенографија у најширем смислу подразумева и коришћење скраћеница и рукописа који омогућава велику брзину писања.

## Употреба
Обично се користи у судници, али се може користити и за бележење састанака или сличних дешавања. У почетку, стенографија је представљала само скраћено бележење на папиру. Касније, главни инструмент постао је писаћа машина. Полако је смењују диктафони и напредније машине за снимање звука.
Особа која се професионално бави стенографијом је стенограф. Дакле, стенограф је особа која, користећи посебно писмо где један знак представља реч или целу реченицу, у стању је да записује говоре у скупштини, на суду и на другим местима где је то потребно.